# Kishi Kazumi
Kishi Kazumi (岸 一美, sinh ngày 25 tháng 11 năm 1975) là một cựu cầu thủ bóng đá nữ người Nhật Bản.

## Đội tuyển bóng đá nữ quốc gia Nhật Bản
Kishi Kazumi thi đấu cho đội tuyển bóng đá nữ quốc gia Nhật Bản từ năm 1998 đến 2001.

## Thống kê sự nghiệp
| Nhật Bản  | Nhật Bản | Nhật Bản |
| Năm       | Trận     | Bàn      |
| --------- | -------- | -------- |
| 1998      | 5        | 2        |
| 1999      | 1        | 0        |
| 2000      | 0        | 0        |
| 2001      | 3        | 0        |
| Tổng cộng | 9        | 2        |